# Азербайджанцы в Санкт-Петербурге
Азербайджанцы в Санкт-Петербурге (азерб. Sankt-Peterburq azərbaycanlıları) — собирательное название лиц азербайджанского происхождения, проживающих временно или постоянно в городе Санкт-Петербурге. По данным переписи населения в 2021 году на территории города проживают 16 406 азербайджанцев, что составляет 0,3 % от всего населения Петербурга; таким образом, азербайджанская диаспора является 3-й по численности в Петербурге (после украинцев и татар).

## История

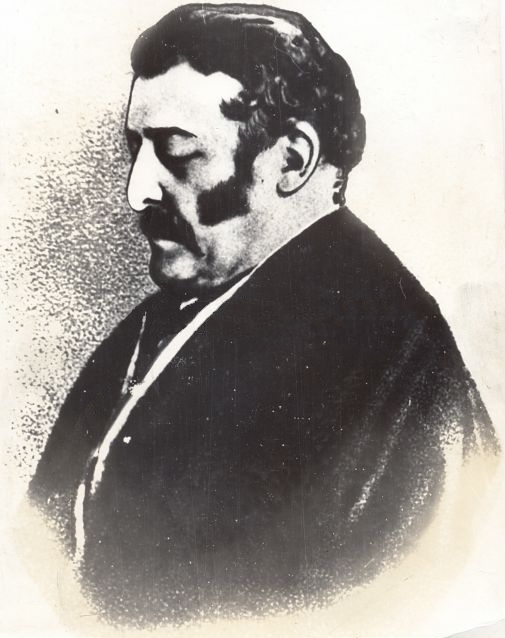
Мирза Джафар Топчибашев — ординарный профессор СПбГУ, член-учредитель императорского Русского археологического общества, один из основоположников университетской тюркологии и иранистики в Санкт-Петербурге.

Азербайджанцы в Санкт-Петербурге являются одной из крупных этнических общин города. К 1999 году в Санкт-Петербурге создается единая Азербайджанская национально-культурная автономия, которую возглавляет Вагиф Мамишев, а в 2002 — «Союз Азербайджанской Молодежи». Большинство азербайджанцев прибывают в Петербург на постоянное проживание и свободно владеют русским языком, используя его иногда как основной язык общения. В основном азербайджанцы работают в торговой сфере или занимаются предпринимательством, среди диаспоры есть также деятели науки и представители власти. В городе нет мест компактного проживания азербайджанцев, все они живут по соседству с остальным населением. Однако раньше были ситуации, когда азербайджанцы обитали в расселенных старых зданиях. В городе есть множество ресторанов с азербайджанской национальной кухней. В Петербурге выпускают 2 издания: Azeri (которая выпускается по всей России) и Irs (также выпускается в других крупных городах).
В Санкт-Петербурге находится генеральное консульство Азербайджанской Республики. Азербайджанцы имеют в Санкт-Петербурге воскресную школу, газету «Азери» (изд. с 1999, 5 тыс. экз), ансамбль народного танца «Чинар». Регулярно проводятся мероприятия по празднованию памятных дат (напр., Новруз или Чёрный январь).
Конфликт в Нагорном Карабахе привёл к новой волне эмиграции азербайджанцев, в Петербург тогда прибыло 12.000 человек.
14 июня 2005 года на улице Гороховой, 6 была открыта памятная доска в честь президента Азербайджана Гейдара Алиева. В этом доме в 1949—1950 годах он учился в высшей школе МГБ СССР.
В декабре 2010 года на Интернациональной аллее Памяти и Славы мемориала «Невский пятачок» в Кировском районе города была установлена стела, посвящённая воинам-азербайджанцам, павшим в боях за Ленинград в 1941—1944 годах.
В 2020 году двоих азербайджанцев привлекли к административной ответственности за несанкционированное празднование установления контроля над городом Шуша азербайджанскими войсками.

## Численность
Динамика численности азербайджанского населения в городе Санкт-Петербург
| 1926 | 1939 | 1959 | 1970 | 1979 | 1989   | 2002   | 2010   | 2021   |
| ---- | ---- | ---- | ---- | ---- | ------ | ------ | ------ | ------ |
| 97   | 385  | 855  | 1576 | 3171 | 11 804 | 16 613 | 17 717 | 16 406 |

### Видеоматериалы
- «Наши иностранцы — Азербайджанцы в Петербурге» (2017) Архивная копия от 30 июля 2019 на Wayback Machine «Мир»